# Hexham (circonscription britannique)

Hexham dans le Northumberland.

La circonscription de Hexham est une circonscription électorale anglaise située dans le Northumberland, et représentée à la Chambre des communes du Parlement britannique depuis 2010 par Guy Opperman du Parti conservateur.